# Гулиев, Садиг Гафар оглы
Садиг Гафар оглы Гулиев (азерб. Quliyev Sadiq Qəfər oğlu; 9 марта 1995, Имишли) — азербайджанский футболист, защитник клуба «Туран».

## Клубная карьера
Является воспитанником ФК «Габала», в футбольной академии которого выступал в различных юношеских возрастных категориях.

### Чемпионат
С 2012 года выступает за основной состав ФК «Габала». Дебютировал в составе габалинцев 28 апреля 2013 года в XXVIII туре Премьер-лиги против ФК «Карабах». В составе клуба выступает под № 5.

### Кубок
В Кубке Азербайджана провёл одну игру в составе ФК «Габала».
| № | Дата           | Раунд                     | Клуб          | Соперник | Лига         | Итог  |
| - | -------------- | ------------------------- | ------------- | -------- | ------------ | ----- |
| 1 | 4 декабря 2013 | Второй раунд — 1/8 финала | «Миль-Мугань» | «Габала» | Премьер-лига | 1 : 2 |

## Сборная Азербайджана

### U-17
Дебют в официальных матчах за юношескую сборную Азербайджана до 17 лет состоялся 25 октября 2011 года в отборочном матче Чемпионата Европы УЕФА против сборной Хорватии. В матче, завершившимся победой юношей из Азербайджана со счётом 1:2, Гулиев вышел на поле на 60 минуте матча, заменив Гурбанали Алиева.

### U-19
10 октября 2013 года Садиг провёл свою первую игру в составе юношеской сборной Азербайджана до 19 лет в отборочном матче Чемпионата Европы УЕФА против сверстников из сборной Ирландии. Сыграл все 90 минут матча.